# Alita: Anđeo borbe
Alita: Anđeo borbe (eng. Alita: Battle Angel) je američki cyberpunk akcijski film iz 2019. godine napravljena na temelju seriji japanskih stripova Gunnm koji je nacrtao i napisao Yukito Kishiro. Režiser filma je Robert Rodriguez, koproducirao ga je James Cameron koji je ujedno i pisao scenarij zajedno s Laetom Kalogridisom. Rosa Salazar je u glavnoj ulozi i glumi Alitu, amnestičnu kiborg djevojku koja nakon što se probudila u svom novom tijelu s gubitkom sjećanja ne znajući tko je i polako joj se vraća sjećanje i shvaća svoju sudbinu nakon svake borbe.

## Radnja
Iznad Iron Cityja se nalazi grad Zalem (Tiphares), posljednji lebdeći grad čovječanstva poslije velikog pada 2563., 300 godina nakon što je Zemlja pretrpjela katastrofalni međuplanetarni rat poznat kao „The Fall” ili „The Great War”. Jednog dana iz Zalema se izbacuje otpad među kojima je ženski kiborg Alitu (Rosa Salazar) kojoj su mozak i srce još uvijek funkcionalni. Suosjećajni cyber-liječnik Dr. Ido Dyson pronašao je napuštenu Alitu u besvjesnom stanju te ju potom doveo u svoju kliniku. Nakon što joj je dao robotsko tijelo svoje kćerke i spojio ju s Alitinim organima Alita se probudi, međutim, ne sjeća se tko je, niti prepoznaje svijet u kojem se nalazi. Alita se ne sjeća šta se dogodilo prije nego što ju je doktor pronašao. Sve ovo pokreće seriju događaja u kojima se Alita polako prisjeća svoje prošlosti i sve više shvaća kako ona nije obična kiborg-djevojka već vojnik. Dok uči navigirati svojim novim životom i ulicama Iron Cityja, Iro je pokušava zaštititi od njezine misteriozne prošlosti, dok joj njezin novi prijatelj s ulice, Hugo joj pokušava pomoći kako bi se sjetila svoje tajanstvene prošlosti. Na putu se susreće s brojnim prijetnjama nastalom zbog njene radoznalosti. Između njih dvoje se počne razvijati sve veća zaljubljenost, sve dok smrtonosne snage ne dođu po Alitu i krenu narušavati njezine novostečene odnose. Tada Alita otkriva da ima izvanredne borilačke sposobnosti koje može iskoristiti kako bi spasila svoje voljene. Odlučna da otkrije istinu o svom porijeklu, Alita kreće na put koji će je voditi u borbu protiv nepravdi ovog mračnog, korumpiranog svijeta. Na putu susreće... 

## Glumci
- Rosa Salazar kao Alita, oživljena žensk kiborg koja boluje od amnezije.
- Christoph Waltz kao dr. Dyson Ido, poznati kirurg, znanstvenik, honorarni lovac na glave i poput oca za Alitu.
- Jennifer Connelly kao dr. Chiren, Idova otuđena bivša supruga, majstorica kiborg inženjera koja radi za Vectora.
- Mahershala Ali kao Vektor, utjecajni tvornički poduzetnik s kriminalnim vezama koji je ujedno i zastupnik Nove.
- Ed Skrein kao Zapan, arogantan kiborg lovac na glave koji razvija egoističnu osvetu protiv Alite.
- Jackie Earle Haley kao Grewishka, ogromni kiborg zločinac koji radi za Novu kao njegov osobni ubojica i izvršitelj.
- Keean Johnson kao Hugo, Alitin ljubavni interes i moralno sukobljeni trgovac otpadom.
- Lana Condor kao Koyomi, tinejdžerica koja se druži s Hugom i Tanji.
- Jorge Lendeborg Jr. kao Tanji, Hugov prijatelj trgovca otpadom i suučesnik u zločinu, i ne dijeli Hugovu etiku.
- Eiza González kao Nyssiana, traženi zločinački kiborg ubojica i Grewishkin podređeni.
- Jeff Fahey kao McTeague, lovac-ratnik koji vodi gomilu kiborskih pasa.
- Idara Victor kao medicinska sestra Gerhad, Idova pomoćnica.
- Rick Yune kao majstor Clive Lee, lovac-ratnik koji tvrdi da je zabilježeno 207 ubistava.

Michelle Rodriguez glumi Alitinog kiborg mentora Gelda, Jai Courtney došao je kao prvak u moto-košarci Jashugan, a Edward Norton ima ulogu zlikovca Nova. Svo troje su neakreditirani.

## Produkcija
Battle Angel Alita, japanska cyberpunk manga iz ranih 1990-ih, koju je napisao Yukito Kishiro, izvorno je privukla pozornost Jamesa Camerona nakon što mu je redatelj Guillermo del Toro o tome pričao, a Cameron se odmah zaljubio u taj koncept. 
Naziv domene "battleangelalita.com" registrirao je James Cameron u 20th Century Fox oko lipnja 2000. Fox je također registrirao domenu "battleangelmovie.com". U travnju 2003., Moviehole je izvijestio da je Cameron potvrdio da će režirati film. Cameron je potvrdio da je scenarij za film u produkciji tijekom intervjua o Tokudaneu! program na Fuji TV 4. svibnja 2003. Prvotno je bila planirana njegova sljedeća produkcija nakon TV serije Dark Angel, na koju je utjecao Battle Angel Alita. Kasnije mu je zakazan sljedeći film nakon Aliens of the Deep u siječnju 2005.
U lipnju 2005., The Hollywood Reporter tvrdio je da film kasni dok je Cameron razviao film tada poznat kao Project 880, koji će se kasnije preimenovati u Avatar. Entertainment Weekly vodio je intervju u veljači 2006. godine u kojem je Cameron izjavio da je njegov posao s 20th Century Foxom bio produciranje oba filma. U članku se također tvrdi da je planirano objavljivanje Battle Angel u rujnu 2009. godine. U lipnju 2006., Cameron je komentirao da je Battle Angel druga od dvije planirane filmske trilogije koje je razvijao, a prvi je bio Avatar. 
U svibnju 2008., Cameron je nagovijestio da će raditi na filmu pod naslovom Zaron, biografiji slobodnjaka Francisco Ferrerasa i Audrey Mestre, čime je film ponovno odgođen. Tog srpnja na San Diego Comic-Con International ponovio je da je još uvijek predan snimanju filma. U prosincu 2009. Cameron je tijekom intervjua za MTV News komentirao kako je gotov scenarij za Battle Angel. 
U veljači 2010. producent Jon Landau komentirao je da pokušava uvjeriti Camerona da promijeni naslov iz manga u Alita: Battle Angel za film. Cameron je kasnije objasnio razlog preuređenja naslova filma iz početnog materijala, kako bi se omogućile mogućnosti naslova nastavka, "To je Alita, dvotočka, bojni anđeo. Jer sljedeći će biti" Alita: Pali anđeo ", a zatim Alita. .. znate "Anđeo osvete" i onda Alita što god želite. Mislim, to pretpostavljamo da ćemo zaraditi nešto novca. " Landau je također otkrio da je scenaristica Laeta Kalogridis radila na pisanju filma. U kolovozu 2010. Cameron je izjavio da je film "još uvijek na [svom] radaru", ali nije znao kada će ga snimiti. Međutim, tog listopada potvrdio je da će mu sljedeći filmovi biti dva nastavka Avatar umjesto Battle Angel. Dalje je izjavio da ne namjerava napustiti film, rekavši da previše voli projekt da bi ga mogao predati drugom redatelju, ali je u lipnju 2011. ponovio da neće biti produciran dok ne budu završena dva nastavka Avatara, izjavljujući da se "Battle Angel neće dogoditi još nekoliko godina".  Prema Cameronu, njegov razlog za stvaranje Avatar prvo je taj što vjeruje da film može podići svijest javnosti o potrebi zaštite okoliša. 
Tijekom intervjua s Alfonsom Cuaronom u srpnju 2013., Cameron je 2017. odredio datum kao datum kada će započeti produkcija o filmu. U listopadu 2015. The Hollywood Reporter izvijestio je da je redatelj Robert Rodriguez bio u pregovorima za režiju filma, koji sada nosi naziv Alita: Battle Angel, a Cameron će biti pridružen kao producent zajedno s Jon Landauom. Cameron je Rodrigueza doveo da kondenzira i kombinira Cameronov scenarij s 186 stranica i 600 stranica bilješki u što bi mogao biti scenarij snimanja. Zadovoljan Rodriguezovim radom na scenariju snimanja, Cameron mu je ponudio redateljski posao. 
U travnju 2016., The Hollywood Reporter izvijestio je da 20th Century Fox još nije odobrio film, jer su pokušavali smanjiti proračun na nešto ispod 175 - 200 milijuna USD. U članku je također objavljeno da je Rodriguez potpisan kao redatelj. Krajem svibnja 2016. Fox je zakazao film za datum objavljivanja 20. srpnja 2018. 

### Pred-produkcija
S Jamesom Cameronom kao potencijalnim redateljem, film je trebao biti proizveden s istom kombinacijom stvarnih slika i računalno generiranim slikama, način koji je Cameron koristio u Avataru. Naime, Cameron je namjeravao glavni lik, Alitu, u potpunosti izraditi u CGI. Cameron je izjavio da će za proizvodnju filma koristiti tehnologije razvijene za Avatar, poput sustava Fusion Camera System, snimanja performansi lica i Simulcam. U svibnju 2006., Variety je izvijestio da je Cameron posljednjih deset mjeseci proveo razvijajući tehnologiju za proizvodnju filma. 
U listopadu 2018. Mark Goerner, digitalni umjetnik koji je na filmu radio godinu i pol, komentirao je da su predprodukcijski radovi na filmu uglavnom završeni. 
U intervjuu u veljači 2019. Cameron je otkrio da je postavio plutajući grad Zalem u Panami, posebno Panama City. Objasnio je da grad Zalem ne pluta, već visi sa svemirskog lifta, koji bi fizički radio samo u blizini ekvatora. Kao rezultat nove lokacije, željezni grad dizajniran je španjolskim natpisima i latinoameričkom arhitekturom. 

### Odabir glumaca
Članak iz travnja 2016. u časopisu The Hollywood Reporter objavio je da su Maika Monroe, Rosa Salazar i Zendaya među glumicama za koje se smatra da bi preuzele ulogu Alite u filmu, a odluka im treba dospjeti u roku od nekoliko tjedana.U članku se navodi da je za ulogu bila razmatrana i Bella Thorne. Krajem svibnja 2016. Collider je izvijestio da je izabrana Rosa Salazar. 
U kolovozu 2016. objavljeno je da je Christoph Waltz bio u pregovorima za igranje doktora Dysona Ida, ekvivalenta Daisuke Ido iz izvorne mange. 14. rujna 2016. objavljeno je da je Jackie Earle Haley odabrana kao kiber zlikovka. 21. rujna 2016. Variety je izvijestio da je Ed Skrein razgovarao o ulozi u filmu; Hollywood Reporter kasnije je potvrdio da će glumiti kao antagonist Zapan. 
30. rujna 2016., izvješteno je da će Keean Johnson glumiti u filmu Huga, Alitinu veliku ljubav, što kasnije postaje razlog da ona igra igru u stilu gladijatora pod nazivom Motorball. U studiju su također smatrali Avana Jogia, Douglasa Boota, Jacka Lowdena i Noa Silvera za ulogu, ali odlučili su se za Johnsona jer su tražili nekoga više "etnički nejasnog". 3. listopada 2016., Mahershala Ali navodno je razgovarao o zlobnoj ulozi Vektora, čovjeka koji postavlja borbene utakmice motocikla. U intervjuu nakon pobjede za najboljeg sporednog glumca na 89. dodjeli nagrada Akademije, Ali je otkrio da će igrati dvije uloge u filmu, iako nije detaljnije opisao prirodu druge uloge. 
5. listopada 2016. objavljeno je da se Eiza González pridružila filmu. González je jedna od vodećih glumica u Rodriguezovoj televizijskoj seriji From Dusk till Dawn: The Series. Jorge Lendeborg Jr. najavljen je za ulogu u filmu 7. listopada 2016. Igrat će Hugoova prijatelja. Prijavljeno je da se Lana Condor pridružila glumi 11. listopada 2016., prikazujući siročad tinejdžera Koyomi. 18. listopada 2016. Leonard Wu igran je kao kiborg Kinuba. Marko Zaror pridružio se ulozi kao kiborg Ajakutty u prosincu 2016. 7. veljače 2017. Jennifer Connelly pridružila se filmu u nepoznatoj zlobnoj ulozi. Michelle Rodriguez retroaktivno je najavljena za ulogu 22. veljače 2017. nakon što je film završio snimanje. 

## Kritike
Na internetskoj stranici za recenzije Rotten Tomatoes, Alita: Anđeo borbe ima ocjenu odobravanja od 61% na temelju 314 recenzija, s prosječnom ocjenom 6.01/10. Kritični konsenzus stranice glasi: "Priča Alita: Anđeo borbe o bojnom anđelu bori se da održi korak sa svojim posebnim efektima, ali ljubitelji futurističke znanstvene fantastične akcije možda će se ipak naći više nego dovoljno zabavni." Film na stranici Metacritic ima prosječnu ocjenu 53 od 100, koja se temelji na 49 kritičara, što pokazuje "mješovite ili prosječne recenzije". Publika koju je ispitivao CinemaScore film je dala prosječnu ocjenu "A -" na ljestvici od A do F, dok je publika na PostTrak dala ukupnu pozitivnu ocjenu od 78% i "definitivnu preporuku" od 59%.
Michael Nordine iz IndieWire dao je filmu ocjenu "B +" rekavši: "Alita: Anđeo borbe je [Rodriguezov] najbolji film otkad je na ekran doveo grafički roman Frank Miller, znanstveno-fantastični ep koji čini nešto rijetko u nekom dobu beskrajnih adaptacija i ponovnih pokretanja: živi do svog potencijala, ostavljajući vas da želite više." Pišući za Variety, Guy Lodge je pohvalio Rodriguezov trud, ali je film nazvao "zbrkanim" i napisao: "Ova priča o podrijetlu cyberpunka koja se temelji na mangi je vitrina prilično zappy efekata, opterećena dugotrajnom dušom Frankenstoryjem, koji ima kratke spojeve svaki put kada se kreće." Monica Castillo iz RogerEbert.com napisala je da je "vizualna bonanza koju je stvorio Rodriguez, snimatelj Bill Pope i urednici Stephen E. Rivkin i Ian Silverstein dovoljni su da se snađu kroz bilo kakve pripovjedačke navale s brzim tempom i sumornim, a opet šarenim slikama“. Emily Yoshida iz New York Magazin bila je kritična prema filmu, ali na kraju je smatrala da je šarmantan te je pohvalila Salazaarinu izvedbu "Jedini razlog što bilo što od ovoga uopće djeluje je Salazar i, mrzim to reći, one prokleto velike oči. Oni su Prozori u dušu, na kraju krajeva, i ovaj bezobrazni, lepršavi kiborg potencijalnog blockbustera ima više toga nego se na prvi pogled vidi.“

## Budućnost
Cameron i Rodriguez nagovijestili su da bi film mogao dovesti do višestrukog nastavka. 6. veljače 2019. najavili su da imaju planove za Alita: Battle Angel 2 u budućnosti. Uloga Edwarda Nortona u nekoj govornoj ulozi Nova u ovom filmu trebala je biti postava za nastavak. Uz to, glumci Michelle Rodriguez i Jai Courtney trebali su uspostaviti veće uloge u nastavku.
U travnju 2020. Christoph Waltz izjavio je da nije čuo bilo kakvu raspravu o potencijalnom nastavku filma, te je smatrao da je ta vjerojatnost nakon Disneyjevog stjecanja 20th Century Foxa izuzetno mala, jer se možda ne uklapa u Disneyjevu marku. 